# Prince of Persia: The Sands of Time
Prince of Persia: The Sands of Time (с англ. — «Принц Персии: Пески Времени») — компьютерная игра, выпущенная компанией Ubisoft в 2003 году совместно с создателем самого первого Prince of Persia Джорданом Мехнером. Была локализована и издана на территории России компанией «Акелла».
Prince of Persia: The Sands of Time не является продолжением оригинальной игры Prince of Persia и в отличие от первой игры является не платформером, а экшном. Тем не менее, основа игрового процесса во всех частях игр одинакова — перемещения по многоэтажным сложным с архитектурной точки зрения постройкам, с постоянным выполнением сложных акробатических приёмов, которые также разбавлены периодическими схватками с врагами.
Игру положительно восприняли критики, хваля её за отличную графику, удобный и захватывающий геймплей, интригующий сюжет. Игра получила множество наград и стала одной из величайших игр всех времён.

## Сюжет
Принц Персии вместе со своим отцом планирует захватить замок индийского махараджи. В этом плане им помогает ренегат визирь, который на самом деле преследует собственные планы — заполучить из сокровищницы Махараджи Кинжал Времени, с помощью которого можно управлять Песками Времени, заключёнными в больших песочных часах в той же сокровищнице. План визиря нарушается, когда Кинжалом завладевает Принц. Тем временем люди Шахрамана забирают из сокровищницы песочные часы. Шахраман преподносит эти часы в подарок султану Азада — соседнего королевства, говоря, что это укрепит дружбу между их государствами. По совету визиря, Принц вставляет Кинжал в песочные часы, чем освобождает Пески Времени, которые превращают его отца и многочисленных воинов в песчаных чудовищ, которых можно уничтожить только ударом всё того же Кинжала Времени. В этот момент Принц и песочные часы оказываются разделены, и почти вся игра — это длительное путешествие Принца и захваченной принцессы Фары, дочери Махараджи, по огромному замку султана с целью добраться до Башни рассвета, куда Визирь перенёс песочные часы, потому что ещё одно использование на них Кинжала сможет дать возможность отмотать время назад и предотвратить катастрофу.

## Геймплей
Выпущенный много лет спустя после оригинального Prince of Persia, Sands of Time отличается сильно развитым игровым процессом, одной из причин изменения которого является перевод игры в полностью трёхмерное пространство. Основная идея игры, тем не менее, та же самая: акробатически сложное перемещение по замку с ловушками, перемежающееся схватками с врагами. Помимо обычных прыжков и висения на руках, главный герой может бегать по стенам, отпрыгивать от них и лазить по канатам, кувыркаться, прыгать со столбов, а также сочетать некоторые из этих акробатических приёмов друг с другом.
Боевая система достаточно проста — несколько возможных ударов, и Принц может атаковать только одного противника за раз (исключая случаи, когда враги толпятся вокруг Принца). Имеется возможность становиться в блок, который враги не могут пробить, или уклоняться от врагов с помощью кувырков и прыжков. Убить врагов можно, только добив их Кинжалом Времени, после того как они ослабнут после ударов мечом.
Кроме акробатики и схваток с врагами, в игре присутствует несколько головоломок, которые надо решить, чтобы пройти дальше.
В точках сохранения игры игрок видит некоторые сцены из следующей части уровня.

Изменение одежды и мечей Принца в течение игры

Единственным оружием Принца, кроме Кинжала Времени, является меч, как и в оригинальной игре. Правда, за игру Принц несколько раз меняет мечи на более мощные (вероятно, подразумевается, что новые мечи сильнее из-за своих размеров и веса), которые, впрочем, не дают особых преимуществ, кроме нанесения больших повреждений и проламывания стен в некоторых местах. Исключением является последний меч в игре Sword of the Enlightened Warrior, который позволяет убивать врагов одним ударом (если противник не блокирует удар) без добивания Кинжалом Времени.

### Кинжал Времени
Уникальной особенностью игры является наличие самого Кинжала Времени, который даёт возможность управлять временем, расходуя Песок Времени, хранящийся в отсеках в кинжале — круглых жёлтых и белых в виде полумесяца. Песок можно восстанавливать, убивая Кинжалом врагов, что восстанавливает один жёлтый отсек или половину белого, а также в специальных источниках Песка или проходя через песчаные шторма, что восполняет все отсеки целиком. Постепенно можно увеличивать количество отсеков в кинжале — до 10 первого и второго типа. Кинжал даёт четыре способности:

Песочные часы

- Возвращение — позволяет отмотать время назад, но не более чем на 10 секунд, даже если Принц на момент начала отмотки уже мёртв (например, можно отмотать падение в пропасть)[7]. Использует один отсек Песка первого типа (жёлтые).
- Задержка — позволяет замедлить время, давая игроку преимущество в реакции, одновременно немного ускоряя Принца и делая его удары неблокируемыми для врагов[7]. Использует один отсек второго типа (белые).
- Обездвиживание — позволяет ударом кинжала заморозить врага, что даёт возможность убить его двумя ударами, но из него нельзя в итоге вытащить Песок[7]. Расходует один отсек второго типа.
- Спешка — замедляет и замораживает всех врагов вокруг на короткое время, давая возможность быстро уничтожить всех врагов за пару ударов. Враги не оставляют за собой Песка, и способность расходует все отсеки второго типа, может быть использована, только когда они все полны и когда их количество равно количеству отсеков первого типа.

Возможности Кинжала Времени компенсируют невозможность сохранить игру в любой момент: сохраниться можно только в специально отведённых местах, где из земли бьют Песчаные Штормы, прохождение через которые также даёт видение, являющиеся своеобразной подсказкой по дальнейшему прохождению уровня до следующего шторма.

### Враги
Схватки с врагами чётко отделены от акробатической части игры, и представляют собой небольшие перерывы, в течение которых на относительно замкнутом пространстве Принц вступает в бой с врагами, которые наступают в несколько волн. Большинство врагов может убить только Кинжал Времени, причём только когда враги ослаблены ударами меча. Когда все враги в определённой области уничтожены, камера демонстрирует вблизи Принца, убирающего оружие в ножны.

## Графика
Игра отличается весьма качественной графикой для своего времени. Несмотря на сравнительно низкую детализацию моделей, картинка украшена большим количеством фильтров, создающих эффекты сглаживания, световых отблесков и размытия изображения в нужные моменты. Эти и другие спецэффекты придают картинке реалистичность и красочность.
Графику игры неоднократно хвалили рецензенты, называя её беспрецедентной и красивой.

## Разработка
Принц Персии: Пески времени была анонсирована 3 марта 2003 года и была создана в студии Ubisoft Montreal в попытке «вдохнуть новую жизнь» в жанр Action-adventure. Игра была выпущена 6 ноября 2003 года в Северной Америке, 21 ноября 2003 года в Европе и 2 сентября 2004 в Японии. Процесс создания игры был снят для программы «Как это работает» и показан в двенадцатой серии третьего сезона на канале Discovery.

## Ремейк
10 сентября 2020 года студией Ubisoft Forward был анонсирован ремейк игры. Первоначально его выпуск на платформах PC, PlayStation 4 и Xbox One планировался 21 января 2021 года, но позже был отложена до 18 марта 2021 года.
Анонс трейлера вызвал критику со стороны фанатов, которые считали графику игры тусклой, особенно потому, что она разрабатывалась с использованием новейшей итерации движка Ubisoft AnvilNext.
Директор игры Пьер Сильвен-Жирес сообщил в интервью The Mako Reactor, что визуальный стиль игры был преднамеренным выбором, поскольку команды Ubisoft Pune и Mumbai «действительно хотели придать игре уникальный вид», который соответствовал бы ее фантастическим элементам. Из-за этого студии «решили применить уникальную визуальную обработку, чтобы эта игра выделялась среди других игр». «Это не тот же Prince of Persia из 2008 года. Он должен быть уникальным». Попытка уловить элемент фантазии «показана через насыщенность, через свет».
После этого Ubisoft отложила выпуск на неопределенный срок, чтобы «создать ремейк, который кажется свежим, оставаясь верным оригиналу». Однако из ежеквартального финансового отчета Ubisoft следовало, что ремейк появится в промежуток между апрелем 2022 года и мартом 2023 года.
В мае 2022 года стало известно, что разработкой ремейка стала заниматься студия Ubisoft Montreal, начав с оценки масштаба работы, поскольку монреальское отделение будет использовать наработки коллег из Ubisoft Pune и Mumbai. Цель разработчиков — предоставить фанатам оригинала наилучший опыт. Однако точные сроки выхода ремейка сообщены не были.
10 июня 2024 года, во время мероприятия Ubisoft Forward в Лос-Анджелесе, компания Ubisoft представила короткий видеоролик, подтверждающий, что проект ремейка Prince of Persia: The Sands of Time всё ещё находится в активной разработке, а новое окно выпуска запланировано на 2026 год.

## Критика
| Сводный рейтинг                    | Сводный рейтинг                                      | Сводный рейтинг                                      | Сводный рейтинг                                      | Сводный рейтинг                                      | Сводный рейтинг                                      |
| Издание                            | Оценка                                               | Оценка                                               | Оценка                                               | Оценка                                               | Оценка                                               |
| Издание                            | GBA                                                  | GC                                                   | PC                                                   | PS2                                                  | Xbox                                                 |
| ---------------------------------- | ---------------------------------------------------- | ---------------------------------------------------- | ---------------------------------------------------- | ---------------------------------------------------- | ---------------------------------------------------- |
| GameRankings                       | 72,77 %                                              | 92,12 %                                              | 88,59 %                                              | 91,94 %                                              | 92,67 %                                              |
| Metacritic                         | 75/100                                               | 92/100                                               | 89/100                                               | 92/100                                               | 92/100                                               |
| Иноязычные издания                 |                                                      |                                                      |                                                      |                                                      |                                                      |
| Издание                            | Оценка                                               | Оценка                                               | Оценка                                               | Оценка                                               | Оценка                                               |
| Издание                            | GBA                                                  | GC                                                   | PC                                                   | PS2                                                  | Xbox                                                 |
| 1UP.com                            | C+                                                   | A                                                    | B+                                                   | A                                                    | A                                                    |
| Edge                               |                                                      |                                                      |                                                      | [ 27 ]                                               |                                                      |
| EGM                                |                                                      | [ 21 ]                                               |                                                      | [ 23 ]                                               | [ 24 ]                                               |
| Eurogamer                          |                                                      |                                                      | [ 34 ]                                               | [ 35 ]                                               |                                                      |
| Game Informer                      | [ 20 ]                                               |                                                      |                                                      | [ 23 ]                                               | [ 24 ]                                               |
| GamePro                            | [ 20 ]                                               |                                                      |                                                      | [ 23 ]                                               | [ 24 ]                                               |
| GameSpot                           | [ 36 ]                                               | [ 37 ]                                               | [ 38 ]                                               | [ 39 ]                                               | [ 40 ]                                               |
| GameSpy                            | [ 41 ]                                               | [ 42 ]                                               | [ 43 ]                                               | [ 44 ]                                               | [ 45 ]                                               |
| IGN                                | [ 46 ]                                               | [ 47 ]                                               | [ 48 ]                                               | [ 49 ]                                               | [ 50 ]                                               |
| Play (UK)                          |                                                      |                                                      |                                                      | A                                                    |                                                      |
| X-Play                             |                                                      |                                                      |                                                      | [ 51 ]                                               |                                                      |
| Русскоязычные издания              |                                                      |                                                      |                                                      |                                                      |                                                      |
| Издание                            | Оценка                                               | Оценка                                               | Оценка                                               | Оценка                                               | Оценка                                               |
| Издание                            | GBA                                                  | GC                                                   | PC                                                   | PS2                                                  | Xbox                                                 |
| Absolute Games                     |                                                      |                                                      | 80 %                                                 |                                                      |                                                      |
| «Домашний ПК»                      |                                                      |                                                      | [ 53 ]                                               |                                                      |                                                      |
| «Игромания»                        |                                                      |                                                      | 9,0/10                                               |                                                      |                                                      |
| Награды                            |                                                      |                                                      |                                                      |                                                      |                                                      |
| Издание                            | Награда                                              | Награда                                              | Награда                                              | Награда                                              | Награда                                              |
| IGN                                | Editors’ Choice Award                                | Editors’ Choice Award                                | Editors’ Choice Award                                | Editors’ Choice Award                                | Editors’ Choice Award                                |
| Gamespot                           | Editors’ Choice Award                                | Editors’ Choice Award                                | Editors’ Choice Award                                | Editors’ Choice Award                                | Editors’ Choice Award                                |
| E3 2003 Game Critics Awards        | Best Action/Adventure Game                           | Best Action/Adventure Game                           | Best Action/Adventure Game                           | Best Action/Adventure Game                           | Best Action/Adventure Game                           |
| 2004 Game Developers Choice Awards | Excellence in Game Design, Excellence in Programming | Excellence in Game Design, Excellence in Programming | Excellence in Game Design, Excellence in Programming | Excellence in Game Design, Excellence in Programming | Excellence in Game Design, Excellence in Programming |
| Penny Arcade                       | Best Absolutely Everything (Game of the Year 2003)   | Best Absolutely Everything (Game of the Year 2003)   | Best Absolutely Everything (Game of the Year 2003)   | Best Absolutely Everything (Game of the Year 2003)   | Best Absolutely Everything (Game of the Year 2003)   |
| Electronic Gaming Monthly          | 2003 Game of the Year                                | 2003 Game of the Year                                | 2003 Game of the Year                                | 2003 Game of the Year                                | 2003 Game of the Year                                |
| Домашний ПК                        | Лучшие спецэффекты, лучшая action/adventure          | Лучшие спецэффекты, лучшая action/adventure          | Лучшие спецэффекты, лучшая action/adventure          | Лучшие спецэффекты, лучшая action/adventure          | Лучшие спецэффекты, лучшая action/adventure          |
| Домашний ПК                        | Выбор редакции журнала                               | Выбор редакции журнала                               | Выбор редакции журнала                               | Выбор редакции журнала                               | Выбор редакции журнала                               |
| ЛКИ                                | Корона журнала                                       | Корона журнала                                       | Корона журнала                                       | Корона журнала                                       | Корона журнала                                       |

В рецензиях на Metacritic наиболее часто игру хвалят за её графику, акробатическую и боевую составляющую, понятное и отзывчивое управление, анимацию персонажей, сюжет и манипулирование временем с помощью Кинжала.
Средняя оценка игры на Metacritic и GameRankings это 92 %, что делает её одной из лучших рассмотренных игр для PlayStation 2, Xbox и GameCube.
GamesRadar и IGN поставили The Sands of Time в свои списки из 100 лучших игр всех времён и народов, в то время ComputerAndVideoGames.com представил её в свой список 101 лучших PC игр всех времён. Edge Magazine назвал её одним из величайших игр всех времён. В обзоре журнала Game.EXE игра была названа революционной. Обозреватель Фраг Сибирский особо отмечал продуманность и сбалансированность «Принца Персии». Сюжет игры он обозначил как «survival horror в персидской обёртке». Рецензент также счёл боевую систему удобной для игрока.

## Саундтрек

Обложка альбома саундтрека

Prince of Persia: The Sands of Time Original Soundtrack был выпущен 3 ноября 2003 компанией Ubisoft.
Композитором для музыки в игру был выбран Стюарт Чатвуд (англ. Stuart Chatwood), участник канадской рок-группы The Tea Party. С 2002 года Чатвуд работал над материалами к игре, а в январе 2003 появились первые записи.
Вокальные партии саундтрека исполняли Мэрием Толлар и Синди Гомес.
| №   | Название                        | Длительность |
| --- | ------------------------------- | ------------ |
| 1.  | «Welcome to Persia»             | 1:02         |
| 2.  | «Introducing the Prince»        | 1:39         |
| 3.  | «Call to Arms»                  | 0:39         |
| 4.  | «Prelude Fight»                 | 1:34         |
| 5.  | «A Dagger Is Found»             | 0:36         |
| 6.  | «A Princess Is Stolen»          | 1:08         |
| 7.  | «Behold the Sands of Time»      | 2:45         |
| 8.  | «Start Running»                 | 0:28         |
| 9.  | «Discover the Royal Chambers»   | 1:57         |
| 10. | «Dreamtime»                     | 0:41         |
| 11. | «A Question of Trust»           | 0:52         |
| 12. | «Father Is That You?»           | 0:31         |
| 13. | «Attack of the Sand Griffins»   | 1:15         |
| 14. | «Don’t Enter the Light»         | 2:02         |
| 15. | «Enter the Royal Palace»        | 1:26         |
| 16. | «A Long Way Up»                 | 1:04         |
| 17. | «A Vision»                      | 0:07         |
| 18. | «Royal Baths»                   | 1:45         |
| 19. | «A Bad Dream»                   | 0:58         |
| 20. | «Chaos in the Zoo»              | 1:44         |
| 21. | «Lost in the Crypts»            | 1:47         |
| 22. | «Farah Enlightens the Prince»   | 2:29         |
| 23. | «A Brief Oasis»                 | 0:59         |
| 24. | «Awake»                         | 0:36         |
| 25. | «Trouble in the Barracks»       | 1:47         |
| 26. | «Library»                       | 1:42         |
| 27. | «The Prince Hesitates…»         | 1:08         |
| 28. | «Tower of Dawn»                 | 1:34         |
| 29. | «Farah Persikes»                | 1:10         |
| 30. | «At What Cost»                  | 0:22         |
| 31. | «Reverse the Sands of Time»     | 3:03         |
| 32. | «The Battle Begins»             | 0:17         |
| 33. | «The Vizier Must Die»           | 0:59         |
| 34. | «Finish the Vizier»             | 0:43         |
| 35. | «Farewell Princess»             | 3:08         |
| 36. | «Time Only Knows»               | 3:46         |
| 37. | «The Maharaja’s Treasure Vault» |              |

## Экранизация
- В 2010 году по мотивам игры вышел одноимённый фильм, сюжет в котором был очень сильно изменён по сравнению с игрой.